# Schopp

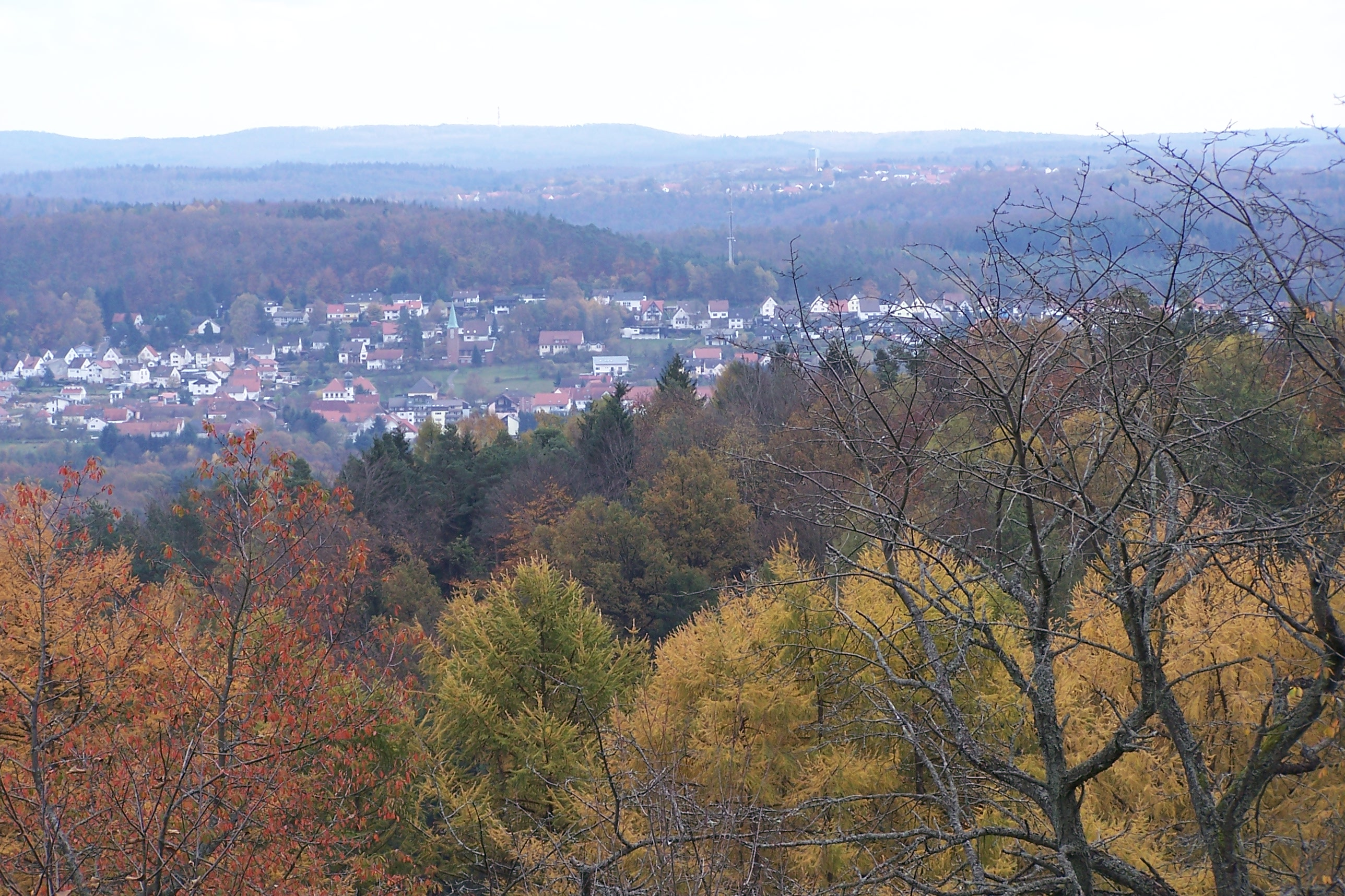
Ortsansicht

Schopp ist eine Ortsgemeinde im Landkreis Kaiserslautern in Rheinland-Pfalz. Sie gehört der Verbandsgemeinde Landstuhl an.

## Geographie

### Lage
Die Gemeinde liegt am Rande des Biosphärenreservat Pfälzerwald-Vosges du Nord in dessen Teilbereich Pfälzisches Holzland. Zu Schopp gehören zusätzlich die Wohnplätze Finsterbrunnertal und Pulvermühle. Nachbargemeinden sind – im Uhrzeigersinn – Stelzenberg,  Trippstadt, Schmalenberg, Geiselberg, Horbach und Krickenbach.

### Gewässer
Westlich des Dorfes fließt die Moosalb, die in diesem Bereich die Gemeindegrenze zu Krickenbach bildet. Dessen linker Nebenfluss Hirschalbe bildet im Süden die Grenze zu Geiselberg.

## Geschichte
Der Ort wurde 1345 erstmals urkundlich erwähnt. Im Mittelalter unterstand Schopp zusammen mit Waldfischbach, Geiselberg, Schmalenberg und Heltersberg dem Kloster Hornbach. Mit der Säkularisation des Klosters im Jahr 1557 kamen die Orte an das Kurfürstentum Pfalz.
Von 1798 bis 1814, als die Pfalz Teil der Französischen Republik (bis 1804) und anschließend Teil des Napoleonischen Kaiserreichs war, war Schopp in den Kanton Waldfischbach im Departement Donnersberg eingegliedert und unterstand der Mairie Waldfischbach. 1815 wurde der Ort zunächst Österreich zugeschlagen. Ein Jahr später wechselte die Gemeinde in das Königreich Bayern und war dort Teil des Rheinkreis. Von 1818 bis 1862 war der Ort Bestandteil des Landkommissariat Pirmasens, das anschließend in ein Bezirksamt umgewandelt wurde.
1939 wurde Schopp in den Landkreis Pirmasens eingegliedert. Nach dem Zweiten Weltkrieg wurde die Gemeinde innerhalb der französischen Besatzungszone Teil des damals neu gebildeten Landes Rheinland-Pfalz. Im Zuge der ersten rheinland-pfälzischen Verwaltungsreform wechselte Schopp 1969 in den Landkreis Kaiserslautern. Drei Jahre später wurde der Ort in die neu geschaffene Verbandsgemeinde Kaiserslautern-Süd eingegliedert, die zum 1. Juli 2019 mit der Verbandsgemeinde Landstuhl zur neuen Verbandsgemeinde Landstuhl fusionierte.

## Bevölkerung

### Bevölkerungsentwicklung
Die Entwicklung der Einwohnerzahl von Schopp, die Werte von 1871 bis 1987 beruhen auf Volkszählungen:
| Jahr | Einwohner |
| 1815 | 140       |
| 1835 | 211       |
| 1871 | 379       |
| 1905 | 495       |
| 1939 | 758       |
| 1950 | 892       |

| Jahr | Einwohner |
| 1961 | 1.113     |
| 1970 | 1.318     |
| 1987 | 1.381     |
| 1997 | 1.530     |
| 2005 | 1.513     |
| 2023 | 1.474     |

### Religion
1828 hatte das Dorf 186 protestantische und 19 katholische Einwohner. Ende 2014 waren 47,9 Prozent der Einwohner evangelisch und 28,0 Prozent katholisch. Die übrigen gehörten einer anderen Religion an oder waren konfessionslos. Die Katholiken gehören zum Bistum Speyer, die Evangelischen zur Protestantischen Landeskirche Pfalz.

## Politik

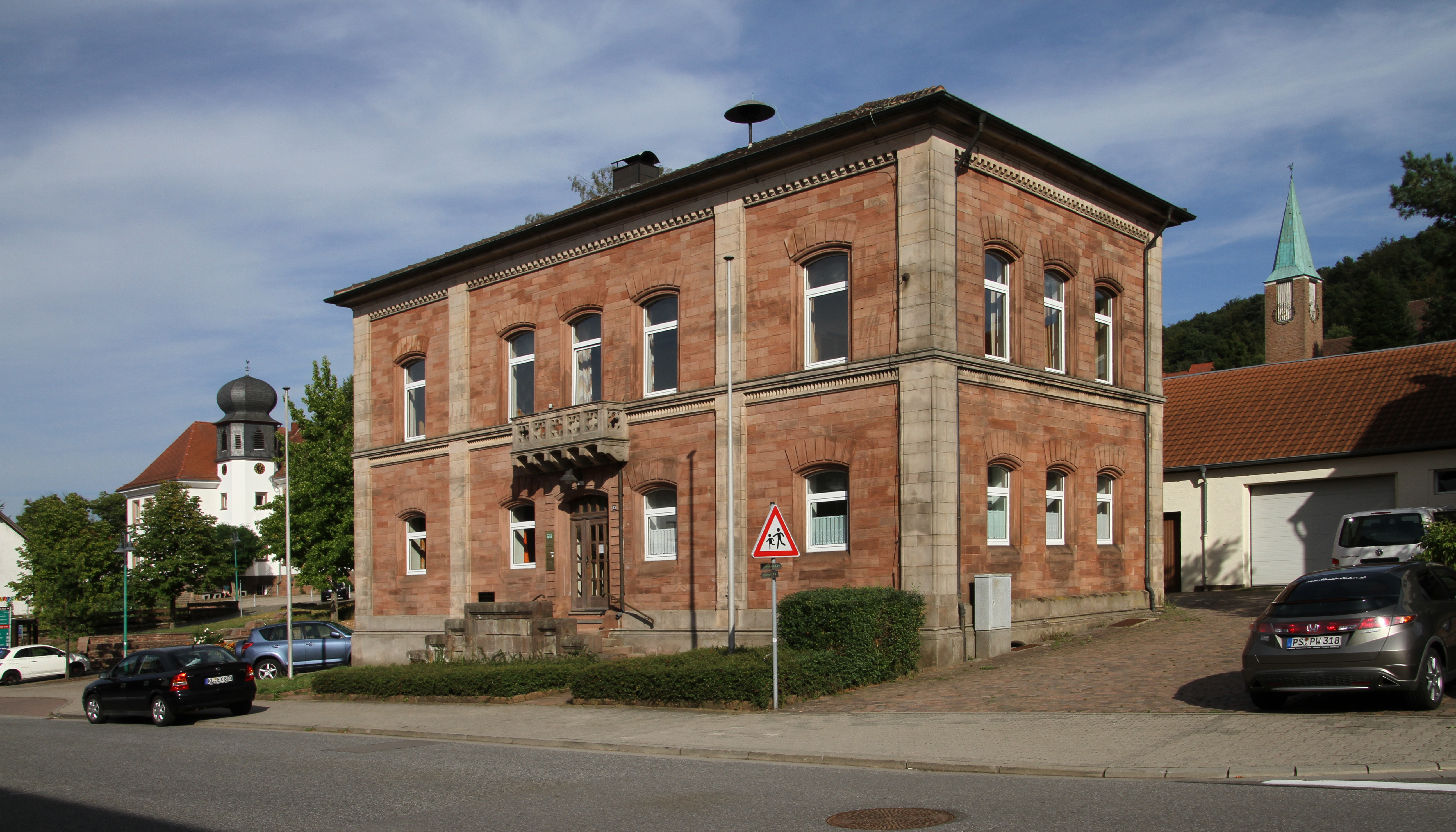
Rathaus

### Gemeinderat
Der Gemeinderat in Schopp besteht aus 16 Ratsmitgliedern, die bei der Kommunalwahl am 9. Juni 2024 in einer personalisierten Verhältniswahl gewählt wurden, und dem ehrenamtlichen Ortsbürgermeister als Vorsitzendem.
Die Sitzverteilung im Gemeinderat:
| Wahl | SPD | CDU | FWG | BfS | Gesamt   |
| ---- | --- | --- | --- | --- | -------- |
| 2024 | 4   | 7   | 5   | –   | 16 Sitze |
| 2019 | 4   | 6   | 6   | –   | 16 Sitze |
| 2014 | 4   | 4   | 6   | 2   | 16 Sitze |
| 2009 | 6   | 4   | 6   | –   | 16 Sitze |
| 2004 | 6   | 6   | 4   | –   | 16 Sitze |

- FWG = Freie Wählergruppe Schopp e. V.
- BfS = Bündnis Bürger für Schopp e. V.

### Bürgermeister
Klaus Nahlenz (CDU) wurde am 28. Oktober 2021 Ortsbürgermeister von Schopp. Bei der Direktwahl am 26. September 2021 war er mit einem Stimmenanteil von 50,6 % gewählt worden. Bei der Direktwahl am 9. Juni 2024 setzte sich Nahlenz mit 59,7 % gegen einen Mitbewerber durch und wurde für weitere fünf Jahre in seinem Amt bestätigt.
Der Vorgänger von Nahlenz, Benjamin Busch (CDU), wurde am 13. August 2019 Ortsbürgermeister, nachdem er sich bei einer Stichwahl am 16. Juni 2019 mit einem Stimmenanteil von 60,63 % gegen den bisherigen Amtsinhaber Bernd Mayer (FWG) durchgesetzt hatte. Im April 2021 legte Busch sein Amt nieder. Bis zur Ernennung eines Nachfolgers führte der Erste Beigeordnete Lothar Wildmoser (SPD) übergangsweise die Amtsgeschäfte.

### Wappen
| Wappen von Schopp | Blasonierung: „Von Grün und Gold geteilt, oben ein goldener Eichenzweig mit zwei Blättern und je zwei Eicheln oben, rechts und links, unten auf gewölbtem grünem Grund ein roter Schuppen.“ |
| Wappen von Schopp | Es wurde 1955 vom Mainzer Innenministerium genehmigt. |

## Kultur und Sehenswürdigkeiten

### Kulturdenkmäler
Unter Denkmalschutz stehen im Gemeindegebiet unter anderem die Grabmale der Familie Jacob samt Kriegerdenkmal auf dem örtlichen Friedhof, in der Hauptstraße die Schule (Nr. 11a/b), das Rathaus (Nr. 13) und die Wohnhäuser Nr. 8 und Nr. 13 sowie das Naturfreundehaus Finsterbrunnertal.

### Regelmäßige Veranstaltungen

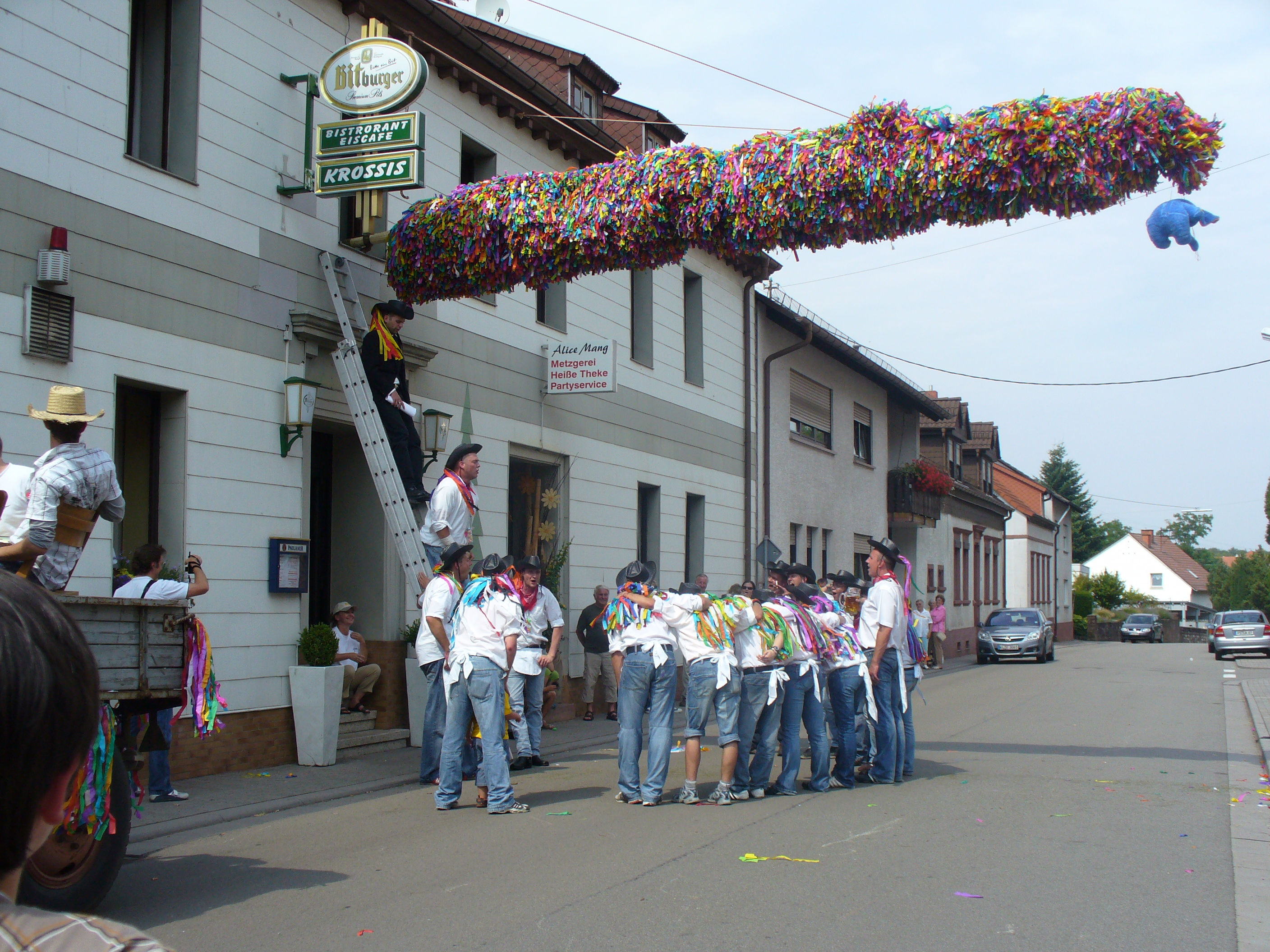
Schopper Kerwe im Jahr 2008

Einmal im Sommer und im Winter wird in und um Schopp ein Volkslauf durchgeführt. An Pfingsten findet ein internationales Radrennen auf der Radrennbahn statt.

### Sport
Schopp liegt am Rand des Mountainbikepark Pfälzerwald. Die Gemeinde ist Startpunkt von Touren verschiedener Schwierigkeitsgrade. 1998 sowie 2002 wurde hier die Deutsche Mountainbikemeisterschaft in der Disziplin „Cross Country“ ausgetragen. Zeitweise war die Radrennbahn Teil einer Rennserie.

## Wirtschaft und Infrastruktur

### Wirtschaft
Nach dem Zweiten Weltkrieg war der Ort Bestandteil der inzwischen aufgelösten Pirmasens Military Community.

### Verkehr
Schiene

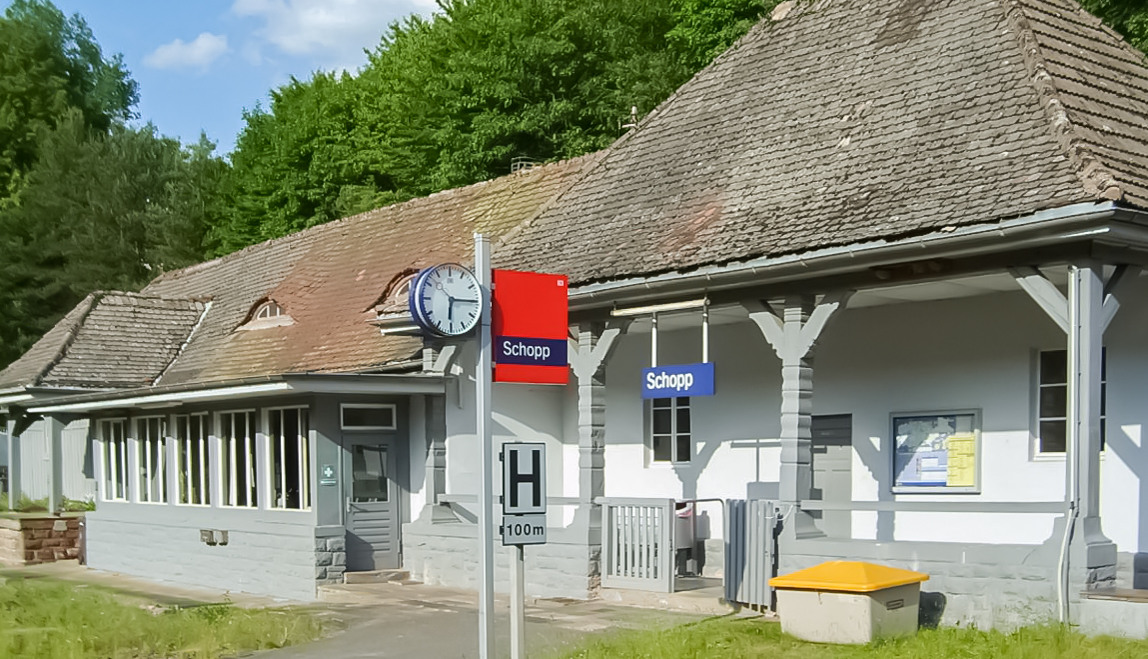
Bahnhof Schopp im Jahr 2011

Mit der Eisenbahn ist der Ort über die Biebermühlbahn von Kaiserslautern und Pirmasens aus zu erreichen; der denkmalgeschützte Bahnhof befindet sich am nordwestlichen Ortsrand.
Straße
Durch Schopp führte eine Straße, die Kaiserslautern mit Bitsch in Lothringen verband und aus der die heutige Bundesstraße 270 entstand. An das überregionale Straßennetz ist der Ort durch die letztere, die von Fischbach (bei Idar-Oberstein) bis nach Pirmasens verläuft, angebunden. Die Kreisstraße 72 verbindet die Gemeinde mit dem nahen Landkreis Südwestpfalz und die Kreisstraße 73 verknüpft den Bahnhof mit der Bundesstraße. An Wochenenden und Feiertagen wird die Gemeinde außerdem vom Nachtbus Kaiserslautern bedient. Zudem existiert vor Ort ein Bürgerbus.

### Bildung
Schopp verfügt über einen Kindergarten und eine Grundschule.

### Tourismus
Über das Gemeindegebiet führen der Pfälzer Waldpfad, der Skulpturenweg Schweinstal und der Gewässerwanderweg an der Moosalbe. Zudem liegt Schopp an der Route eines Wanderweges, der mit einem grün-gelben Kreuz markiert ist. Dieser verbindet die Gemeinde unter anderem mit Bexbach, Neustadt an der Weinstraße und Ludwigshafen am Rhein.

## Persönlichkeiten

### Ehrenbürger
- 2017, Walburga Bayer (* 1938), verliehen für ihr Engagement während ihrer 30-jährigen Tätigkeit als Leiterin der Gemeindebücherei von Schopp.[17]

### Söhne und Töchter der Gemeinde
- Johann Nicolaus Jacob (1774–1856), Abgeordneter, Ökonom und Gutsbesitzer
- Paul Maue (* 1932), Radrennfahrer
- Herma Kennel (* 1944), Autorin und Malerin
- Uta Schellhaaß (* 1944), Politikerin (FDP)

### Personen, die im Ort gewirkt haben
- Christoph Dengel (* 1974), Fußballspieler, war von 2012 bis 2014 Spielertrainer des SV Schopp
- Petra Heid (* 1957), Politikerin (SPD), war von 1999 bis 2009 Ortsbürgermeisterin
- Werner Michelbach (* 1951), Fußballtorwart, spielte von 1974 bis 1976 beim SV Schopp
- Siegfried Schönberg, nahm 24-jährig an der Internationalen Friedensfahrt 1958 teil